# Vimblastina
Vimblastina ou vinblastina é um alcalóide que inibe a polimerização das proteínas do fuso mitótico, parando a divisão celular na metáfase. Ela é usada principalmente para para se fazer o cariótipo da celula que se quer estudar, pois na metáfase os cromossomos se encontram no maior grau de condensação, facilitando a observação ao microscópio.
A vimblastina é também usada como inibidor do transporte axonial de CAT (colina acetiltranferase- enzima usada na formação de acetilcolina). Assim sendo, esta inibição dificulta a libertação de acetilcolina na fenda simpática.